# Hoheluft-West
Hoheluft-West, en baix alemany Hogeluft-West, és amb les seves 700 hectàrees el segon barri més petit de l'estat d'Hamburg a Alemanya. Es troba al districte (Bezirk) d'Eimsbüttel al marge dret de l'Isebek canalitzat. A la fi de 2014 tenia 13.330 habitants a una superfície de 0,7 km². És un barri d'habitació densa que també allotja la seu de la multinacional Beierdorf, amb uns 3.500 empleats a Hoheluft, i molts més arreu del món.

## Història
Fins al 1939, la zona feia part d'Eppendorf, amb el qual comparteix la història. El barri de Hoheluft es va crear durant la dictadura nazi, el 1939, i el 1951 va ser escindit en dues parts, seguint la línia del carrer Hoheluftchaussée en Hoheluft-West i Hoheluft-Ost (al districte d'Hamburg-Nord). No se sap gaire d'on prové el nom, que traduït significa «aire alt». Podria derivar d'una denominació irònica referida a una forca o a un alberg Hoge Licht (llum alta). Un primer esment escrit del nom data del 1802. Fins a mitjans del segle xix era una zona rural on el 1850 només vivien uns quaranta veïns. La urbanització va accelerar-se després de sobretot la supressió de la tancadura nocturna de les portes de la ciutat d'Hamburg el 1860 i sobretot després de l'annexió de Slesvig-Holstein que el 1864 va passar de la sobirania danesa a Prússia.
La seu administrativa i uns tallers de producció de la multinacional Beiersdorf, s'han establert al carrer Troplowitz, que té el seu nom de l'apotecari i mecenes Oscar Troplowitz (1863-1918) que va inventar l'ungüent Nivea.

## Llocs d'interès

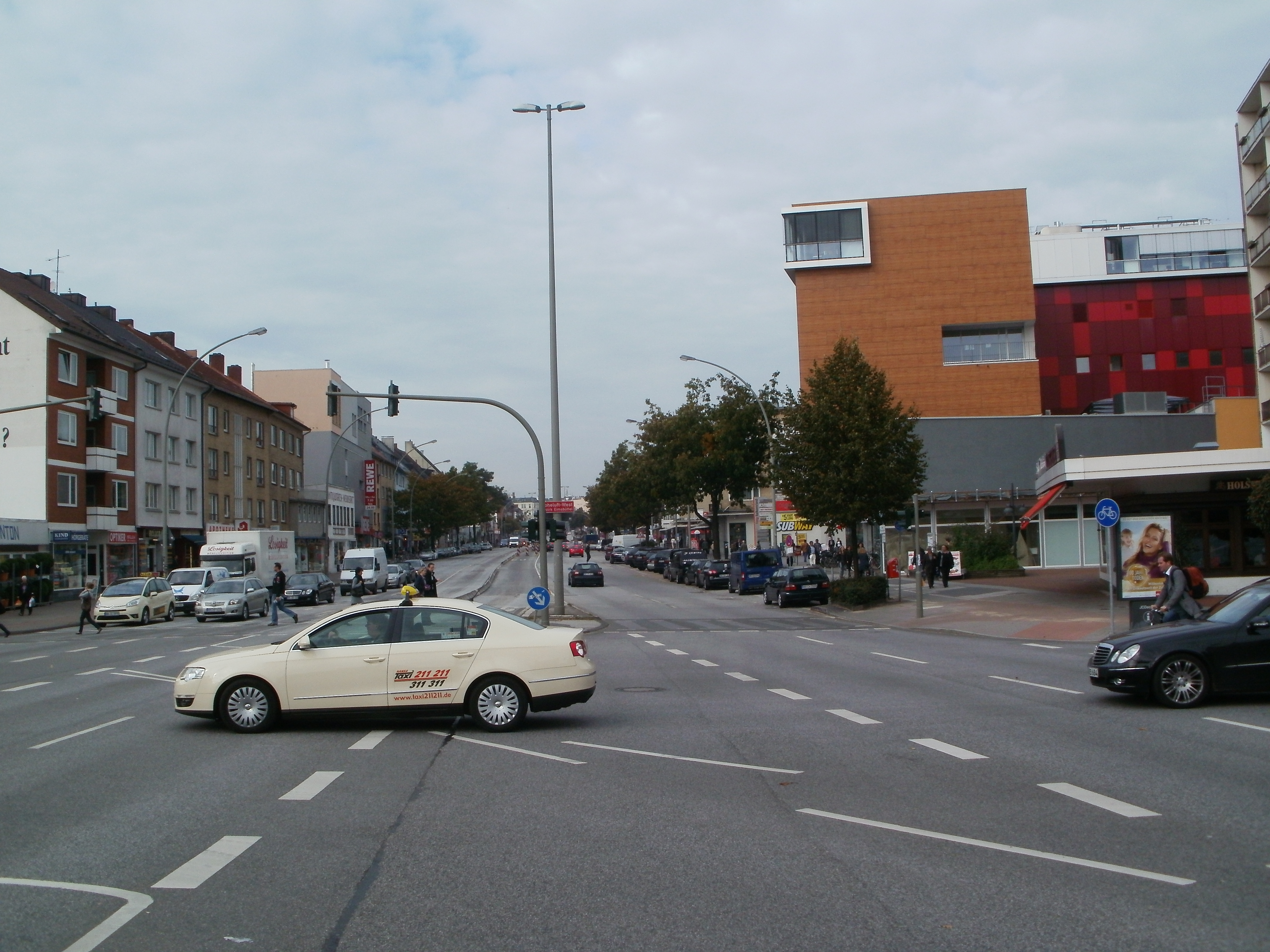
Hoheluftchaussee, frontera entre Hogeluft-Ost i Oest
Nivea, inventat per Oscar Troplowitz
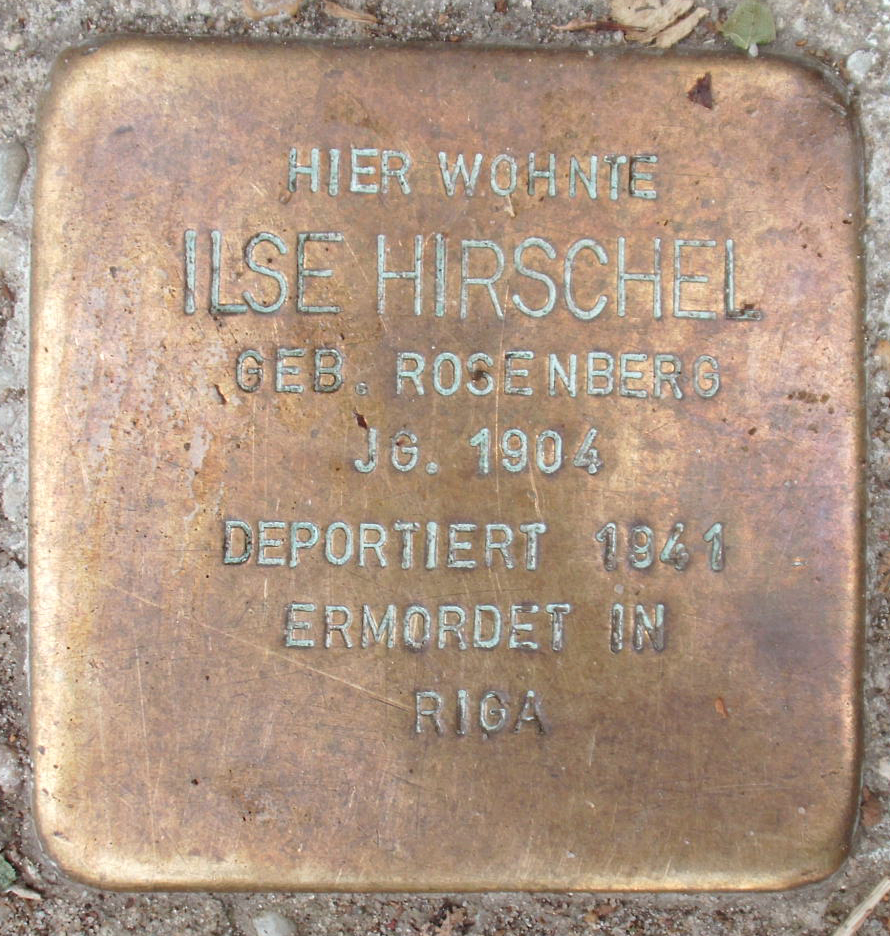
Un stolperstein al carrer Kottwitzstrasse dedicat a Ilse Hirschel
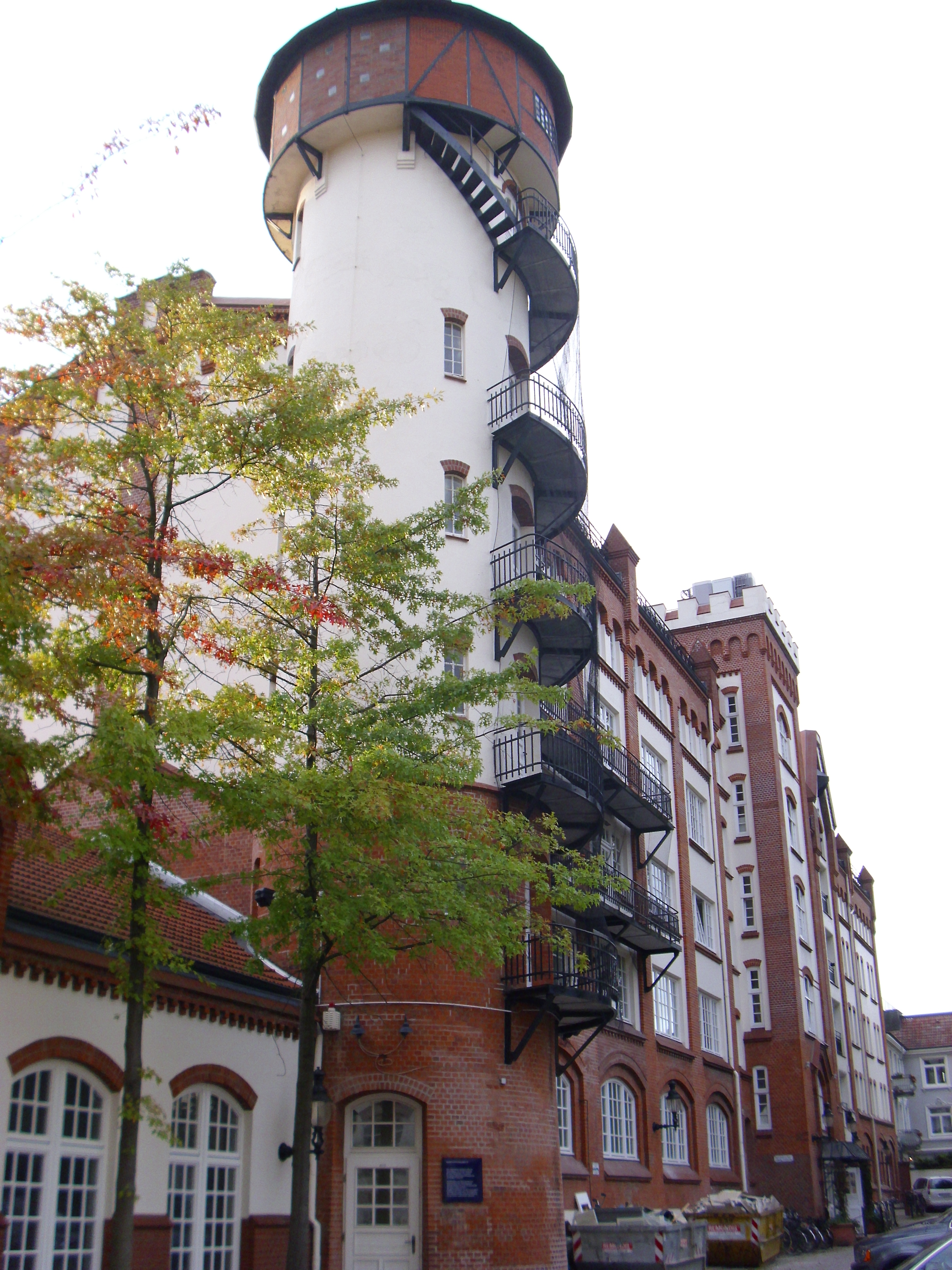
Torre d'aigua de l'antiga fàbrica de tabac